# Provincia Haut-Uele
Provincia Haut-Uele este o unitate administrativă de gradul I, una dintre cele 25 noi provincie ale Republicii Democratice Congo, create în reîmpărțirea din 2015.
Reședința sa este orașul Isiro.